# James Trafford
James Harrington Trafford (Greysouthen, 10 oktober 2002) is een Engels profvoetballer die als doelman speelt. Hij speelde in de jeugdopleiding van Manchester City, dat hem verhuurde aan Accrington Stanley en Bolton Wanderers, waarmee hij in 2023 de EFL Trophy won. Trafford maakte in juli 2023 voor ruim € 17 miljoen de overstap naar Burnley FC, waarmee hij promoveerde naar de Premier League, voordat hij in juli 2025 terugkeerde naar Manchester City. Hij won in 2023 het EK onder 21.

## Clubcarrière
Trafford groeide op in een boerenfamilie en was fan van Chelsea FC. Hij begon als middenvelder, maar werd als 9-jarige bij Carlisle United een doelman. Manchester United en Newcastle United toonden interesse om Trafford over te nemen.

### Manchester City en verhuurperioden
Trafford stapte in 2015 over naar de jeugdopleiding van Manchester City, dat hem sinds zijn negende zou hebben gescout. Daarbij ging hij wonen bij een gastgezin in Stockport en naar school bij de St. Bede's College. Tijdens het seizoen 2020/21 zat Trafford een aantal keer in de wedstrijdselectie van het eerste team. Zo reisde hij met het team mee naar Porto voor de UEFA Champions Leaguefinale, die met 0–1 werd verloren tegen Chelsea FC. Dat seizoen werd Manchester City voor de zevende keer landskampioen.
Trafford werd op 1 juli 2021 voor één seizoen verhuurd door Manchester City aan Accrington Stanley in de League One. Hij debuteerde in het profvoetbal bij een 2–1 competitienederlaag tegen Wycombe Wanderers op 7 augustus 2021. Na elf optredens en een blessure verloor hij zijn basisplek onder de lat. Op 13 januari 2022 werd Trafford door Manchester City verhuurd aan Bolton Wanderers, eveneens in de League One. Hij miste dat seizoen bij Bolton Wanderers geen minuut aan speeltijd en hield in elk van zijn eerste vier wedstrijden, waaronder bij zijn debuut tegen Ipswich Town op 15 januari 2022 (2–0), een clean sheet. Hij was de eerste in de clubgeschiedenis die dat lukte. Bolton Wanderers eindigde het seizoen als negende in de competitie.
Op 15 juni 2022 werd bekend dat Trafford wederom door Manchester City verhuurd werd aan Bolton Wanderers, voor het seizoen 2022/23. Zijn contract bij Manchester City werd op 7 juli 2022 verlengd met vier jaar, tot medio 2027. Tussen 17 december 2022 en 14 februari 2023 vestigde Trafford een clubrecord door negen opeenvolgende thuiswedstrijden een clean sheet te houden. Hij kreeg geen enkel tegendoelpunt in zijn vier wedstrijden om de EFL Trophy, waaronder de finale die op 2 april 2023 met 4–0 werd gewonnen van Plymouth Argyle op Wembley, waarmee Bolton Wanderers het toernooi voor het eerst sinds 1989 won. De club eindigde als vijfde in de competitie en werd in de halve finales van de play-offs om promotie uitgeschakeld door Barnsley FC. Trafford hield in het seizoen 2022/23 in totaal 26 clean sheets, waarmee hij een clubrecord vestigde. Hij werd samen met Conor Bradley benoemd tot Jonge Speler van het Jaar van Bolton Wanderers. Door de PFA werd hij opgenomen in het Team van het Jaar van de League One.

### Burnley FC
Trafford ondertekende op 20 juli 2023 een vierjarig contract bij Burnley FC, dat als kampioen van de Championship was gepromoveerd naar de Premier League. Burnley FC betaalde aan Manchester City een bedrag van ruim € 17 miljoen dat kon oplopen tot € 22 miljoen. Daarmee werd Trafford de recordaankoop van zijn nieuwe club en de derde duurste Engelse doelman ooit. Hij debuteerde voor Burnley FC en in de Premier League op 11 augustus 2023, bij een 0–3 nederlaag tegen zijn vorige werkgever Manchester City. Hij miste geen minuut in de eerste 28 competitieduels, maar in de strijd tegen degradatie gaf trainer Vincent Kompany vervolgens de voorkeur aan Arijanet Murić. Burnley FC degradeerde op 11 mei 2024 uit de Premier League door een 2–1 nederlaag tegen Tottenham Hotspur.
In het daaropvolgende seizoen in de Championship was Trafford wederom een basisklant onder de lat. Nadat hij in januari 2025 in alle vijf zijn wedstrijden zonder tegendoelpunten bleef, onder andere door twee strafschoppen te stoppen in de slotfase van het doelpuntloze gelijkspel tegen concurrent Sunderland AFC, werd hij benoemd tot speler van de maand in de competitie door de EFL. In totaal hield Trafford twaalf opeenvolgende wedstrijden en 1132 opeenvolgende minuten de nul in de competitie, een reeks die eindigde tegen Cardiff City op 5 maart 2025. Nooit eerder bleef een club zoveel competitiewedstrijden op rij zonder tegendoelpunt op het tweede Engelse voetbalniveau. Burnley FC vestigde met slechts 9 tegendoelpunten in de eerste 33 competitieduels bovendien een record in het gehele Engelse competitievoetbal. Burnley FC dwong op 21 april 2025, met twee speelronden te gaan, promotie af naar de Premier League met een 2–1 zege op Sheffield United. Het werd uiteindelijk de eerste club ooit die in de English Football League 100 punten in een competitieseizoen haalde zonder kampioen te worden. Trafford wist met een totaal van 30 clean sheets een 71-jarig record in de English Football League van Port Vale te evenaren. Hij werd net als teamgenoten Maxime Estève en CJ Egan-Riley opgenomen in het Team van het Seizoen in de Championship door de EFL.

### Terugkeer naar Manchester City
Trafford keerde op 29 juli 2025 terug naar Manchester City, dat gebruikmaakte van zijn terugkoopactie door een bod van zo'n € 30 miljoen door Newcastle United te evenaren. Hij ondertekende een vijfjarig contract tot medio 2030, met een optie voor nog een jaar en zou gaan concurreren om een basisplek met Ederson Moraes. Op 16 augustus 2025 debuteerde hij voor Manchester City met een clean sheet in de uitwedstrijd tegen Wolverhampton Wanderers (0–4).

## Clubstatistieken
| Seizoen         | Club                 | Competitie      | Competitie | Competitie | Beker | Beker | Overig | Overig | Totaal | Totaal |
| Seizoen         | Club                 | Competitie      | Wed.       | Dlp.       | Wed.  | Dlp.  | Wed.   | Dlp.   | Wed.   | Dlp.   |
| --------------- | -------------------- | --------------- | ---------- | ---------- | ----- | ----- | ------ | ------ | ------ | ------ |
| 2020/21         | Manchester City      | Premier League  | 0          | 0          | 0     | 0     | —      | —      | 0      | 0      |
| 2021/22         | → Accrington Stanley | League One      | 11         | 0          | 0     | 0     | —      | —      | 11     | 0      |
| 2021/22         | → Bolton Wanderers   | League One      | 22         | 0          | —     | —     | —      | —      | 22     | 0      |
| 2022/23         | → Bolton Wanderers   | League One      | 45         | 0          | 5     | 0     | 2      | 0      | 52     | 0      |
| 2023/24         | Burnley FC           | Premier League  | 28         | 0          | 0     | 0     | —      | —      | 28     | 0      |
| 2024/25         | Burnley FC           | Championship    | 45         | 0          | 0     | 0     | —      | —      | 45     | 0      |
| 2025/26         | Manchester City      | Premier League  | 1          | 0          | 0     | 0     | —      | —      | 1      | 0      |
| Carrière totaal | Carrière totaal      | Carrière totaal | 152        | 0          | 5     | 0     | 2      | 0      | 159    | 0      |

Bijgewerkt t/m 16 augustus 2025.

## Interlandcarrière

### Jeugd
Trafford debuteerde op 9 september 2018 voor Engeland onder 17, bij een 1–2 zege op Portugal in de Syrenka Cup. Op 24 maart 2019 viel hij na een half uur in in de EK-kwalificatiewedstrijd tegen Kroatië na een rode kaart voor Louie Moulden, waarna hij direct een strafschop stopte en een clean sheet hield. Op het eindtoernooi in Ierland keepte Trafford de laatste groepswedstrijd, tegen Zweden. Ondanks een 1–3 zege in dat duel werd Engeland in de groepsfase uitgeschakeld. Trafford speelde vervolgens drie wedstrijden voor Engeland onder 18 en vijf voor Engeland onder 20, voordat hij op 10 juni 2022 debuteerde voor Engeland onder 21 bij een 0–5 overwinning tegen Kosovo in de EK-kwalificatie. Hij werd in juni 2023 door Lee Carsley opgenomen in de Engelse selectie voor het eindtoernooi in Roemenië en Georgië. Trafford miste geen minuut op het toernooi en stopte in de laatste seconden van de finale tegen Spanje een strafschop van Abel Ruiz en de rebound, waardoor Engeland met 1–0 won en voor het eerst sinds 1984 Europees kampioen onder 21 werd. Na afloop vertelde Trafford dat hij die ochtend 'iedereen had gezegd dat hij een penalty zou stoppen'. Trafford werd de eerste doelman op het toernooi ooit die in alle zes de wedstrijden een clean sheet hield. Na afloop van het toernooi werd hij door de UEFA met vijf teamgenoten opgenomen in het Team van het Toernooi.

### Engels elftal
Na een blessure van Sam Johnstone werd Trafford op 25 maart 2024 door Gareth Southgate voor het eerst opgeroepen voor het Engels elftal. Hij bleef vervolgens op de reservebank tijdens de oefenwedstrijd tegen België (2–2). Hij werd op 21 mei 2024 door Southgate opgenomen in de voorlopige Engelse selectie voor het EK 2024 in Duitsland, maar werd gepasseerd voor de definitieve selectie. Trafford werd na een blessure van Aaron Ramsdale op 11 november 2024 door interim-bondscoach Carsley opnieuw opgeroepen voor het eerste elftal, maar bleef op de reservebank bij de overwinningen tegen Griekenland (0–3) en Ierland (5–0) in de UEFA Nations League.

## Erelijst
Bolton Wanderers
- EFL Trophy: 2022/23

 Engeland –21
- EK onder 21: 2023

Persoonlijk
- EFL Championship-Speler van de Maand: januari 2025
- Bolton Wanderers-Jonge Speler van het Jaar: 2022/23 (samen met Conor Bradley)
- UEFA's EK onder 21-Team van het Toernooi: 2023
- EFL's Championship-Team van het Seizoen: 2024/25
- PFA's League One-Team van het Jaar: 2022/23

1 Trafford ·
3 Dias ·
4 Reijnders ·
5 Stones ·
6 Aké ·
7 Marmoush ·
8 Kovačić ·
9 Haaland ·
10 Grealish ·
11 Doku ·
13 Bettinelli ·
14 Nico ·
16 Rodri ·
18 Ortega ·
19 Gündoğan ·
20 Silva  ·
21 Aït-Nouri ·
22 Reis ·
24 Gvardiol ·
25 Akanji ·
26 Savio ·
27 Nunes ·
29 Cherki ·
30 Echeverri ·
31 Ederson ·
45 Xusanov ·
47 Foden ·
52 Bobb ·
75 O'Reilly ·
78 Kabore ·
82 Lewis ·
87 McAtee ·
97 Wilson-Esbrand ·
Coach: Guardiola
· Assistent-coach: Touré
· Assistent-coach: Lijnders
· Keeperstrainer: Wright